# Aphanamixis polystachya
Aphanamixis polystachya là một loài thực vật có hoa trong họ Meliaceae. Loài này được (Wall.) R.Parker mô tả khoa học đầu tiên năm 1931.

## Hình ảnh

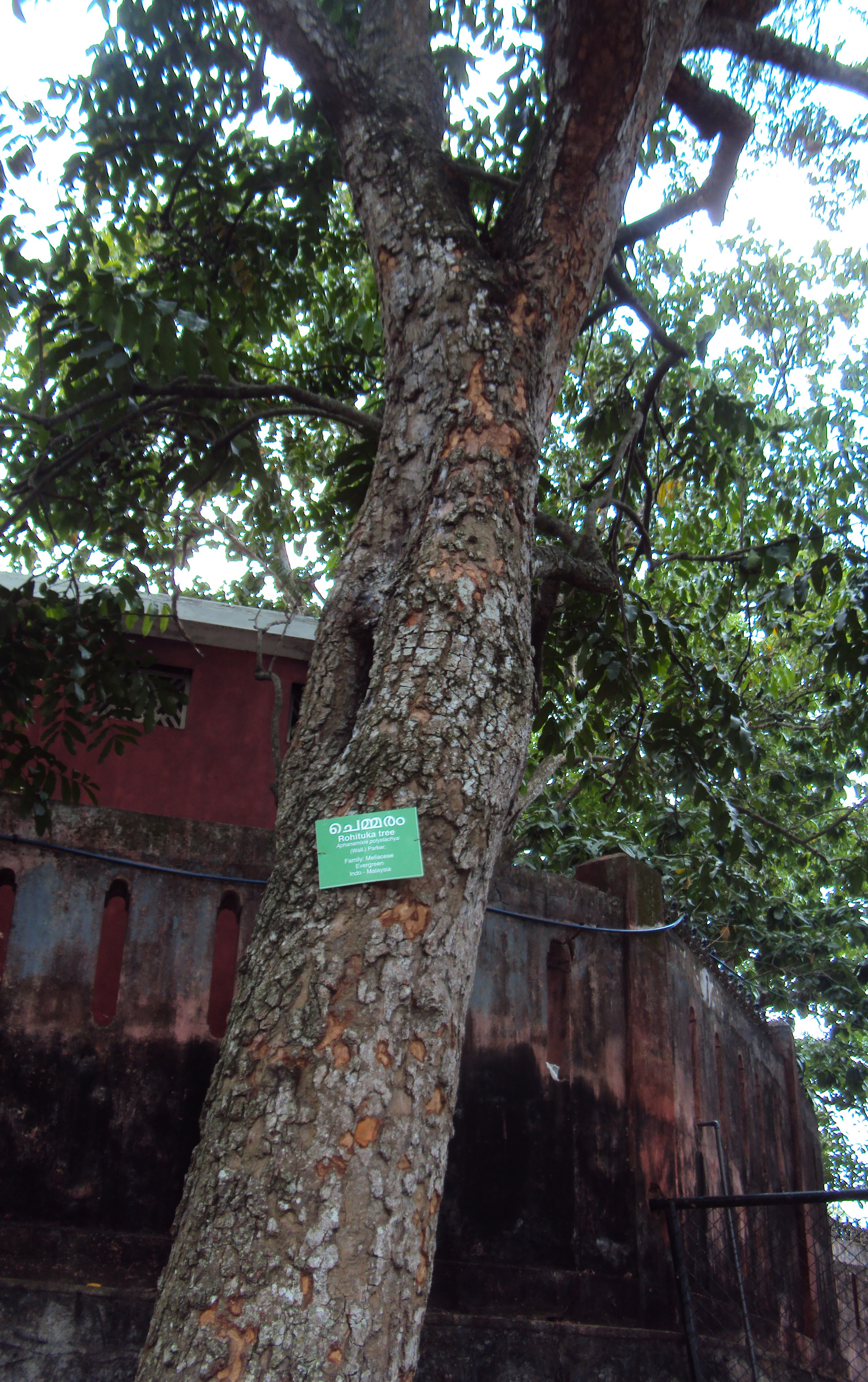